# كولومبوس (إنديانا)
كولومبوس (بالإنجليزية: Columbus, Indiana)‏ هي مدينة تقع في الولايات المتحدة في مقاطعة بارثولوميو. يقدر عدد سكانها بـ 44,061 نسمة ومساحتها 72.23 كم2 وترتفع عن سطح البحر 192 متر.

## التركيبة السكانية
قام مكتب تعداد الولايات المتحدة بتحديد بيانات التركيبة السكانية لكولومبوس في تعداد الولايات المتحدة. في ما يلي، التركيبة السكانية حسب تعدادي 2000 و2010.

### تعداد عام 2000
بلغ عدد سكان كولومبوس 39,059 نسمة بحسب تعداد عام 2000، وبلغ عدد الأسر 15,985 أسرة وعدد العائلات 10,566 عائلة مقيمة في المدينة. في حين سجلت الكثافة السكانية 1,505.3 نسمة لكل ميل مربع (581.2/كم2). وبلغ عدد الوحدات السكنية 17,162 وحدة بمتوسط كثافة قدره 661.4 نسمة لكل ميل مربع (255.4/كم2).
وتوزع التركيب العرقي للمدينة بنسبة 91.32% من البيض و 0.13% من الأمريكيين الأصليين و 3.23% من الأمريكيين ذوي الأصول الآسيوية و 0.05% من سكان جزر المحيط الهادئ و 2.71% من الأمريكيين الأفارقة و 1.19% من عرقين مختلطين أو أكثر.
بلغ عدد الأسر 15,985 أسرة كانت نسبة 31.8% منها لديها أطفال تحت سن الثامنة عشر تعيش معهم، وبلغت نسبة الأزواج القاطنين مع بعضهم البعض 51.9% من أصل المجموع الكلي للأسر، ونسبة 11.0% من الأسر كان لديها معيلات من الإناث دون وجود شريك، وكانت نسبة 33.9% من غير العائلات.
بلغ العمر الوسطي للسكان 36 عاماً. وكانت نسبة 25.7% من القاطنين تحت سن الثامنة عشر،
وكانت نسبة 6.5% من العائلات ونسبة 8.1% من السكان تحت خط الفقر، وكان من هؤلاء نسبة 9.7% تحت سن الثامنة عشر ونسبة 8.8% في الخامسة والستين من العمر وما فوق.

### تعداد عام 2010
بلغ عدد سكان كولومبوس 44,061 نسمة بحسب تعداد عام 2010، وبلغ عدد الأسر 17,787 أسرة وعدد العائلات 11,506 عائلة مقيمة في المدينة. في حين سجلت الكثافة السكانية 1,602.2 نسمة لكل ميل مربع (618.6/كم2). وبلغ عدد الوحدات السكنية 19,700 وحدة بمتوسط كثافة قدره 716.4 لكل ميل مربع (276.6/كم2).
وتوزع التركيب العرقي للمدينة بنسبة 86.9% من البيض و 0.2% من الأمريكيين الأصليين و 5.6% من الأمريكيين ذوي الأصول الآسيوية و 0.1% من سكان جزر المحيط الهادئ و 2.7% من الأمريكيين الأفارقة و 2.0% من عرقين مختلطين أو أكثر.
بلغ عدد الأسر 17,787 أسرة كانت نسبة 33.5% منها لديها أطفال تحت سن الثامنة عشر تعيش معهم، وبلغت نسبة الأزواج القاطنين مع بعضهم البعض 48.5% من أصل المجموع الكلي للأسر، ونسبة 11.7% من الأسر كان لديها معيلات من الإناث دون وجود شريك، بينما كانت نسبة 4.5% من الأسر لديها معيلون من الذكور دون وجود شريكة وكانت نسبة 35.3% من غير العائلات. تألفت نسبة 29.7% من أصل جميع الأسر من أفراد ونسبة 11.5% كانوا يعيش معهم شخص وحيد يبلغ من العمر 65 عاماً فما فوق. وبلغ متوسط حجم الأسرة المعيشية 3.00، أما متوسط حجم العائلات فبلغ 2.43.
بلغ العمر الوسطي للسكان 37.1 عاماً. وكانت نسبة 25.2% من القاطنين تحت سن الثامنة عشر، وكانت نسبة 8.1% بين الثامنة عشر والأربعة وعشرون عاماً، ونسبة 27.3% كانت واقعةً في الفئة العمرية ما بين الخامسة والعشرون حتى والأربعة وأربعون عاماً، ونسبة 24.9% كانت ما بين الخامسة والأربعون حتى الرابعة والستون، ونسبة 14.4% كانت ضمن فئة الخامسة والستون عاماً فما فوق. وتوزع التركيب الجنسي للسكان بنسبة 48.4% ذكور و51.6% إناث.